# Efisio Luigi Marras
Efisio Luigi Marras (*  28. August 1955 in Domodossola) ist ein italienischer Diplomat, der von 15. Oktober 2015 bis 8. Juni 2020 Botschafter in Athen war.

## Werdegang
Am 2. April 1980 schloss er ein Studium der Rechtswissenschaft an der Universität Rom ab.
Am 1. Juli 1982 trat in den auswärtigen Dienst.
Bei der Artillerie der Italienischen Streitkräfte erreichte er den Dienstgrad Sottotenente.
Von 1982 bis 1984 wurde er in der Abteilung Lateinamerika beschäftigt.
Von 1985 bis 1988 war er Gesandtschaftssekretär zweiter Klasse in Teheran.
Von 1988 bis 1992 war er Gesandtschaftssekretär erster Klasse bei der Ständigen Vertretung Italiens bei der Europäischen Kommission in Brüssel.
Von 1992 bis 1996 wurde er im Büro des Außenministers beschäftigt.
Von 1996 bis 2000 war er Gesandtschaftsrat erster Klasse in Washington, D.C.
Von 2000 bis 2002 war er Gesandtschaftsrat erster Klasse in Tel Aviv.
Von 2002 bis 2004 wurde er in der Koordinierungsstelle Subsahara-Afrika beschäftigt.
Von 2004 bis 2005 bekleidete er den Posten des Diplomatischer Berater des stellvertretenden Premierministers.
Von 2005 bis 2008 war er Bürovorsteher des Staatssekretärs im Außenministerium.
Von 2009 bis 2010 war er stellvertretender Generaldirektor der Abteilung Mittelmeerstaaten und Naher Osten.
Von 2010 bis 2013 war er Botschafter in Valletta, Malta.
Von 2013 bis 15. Oktober 2015 managte er globale Angelegenheiten und Beziehungen mit Afrika, Asien und Lateinamerika.
Von 2015 bis 2020 war er Botschafter in Athen.